# Міжнародні відносини Європейського Союзу
Зовнішня політика Європейського союзу здійснюється або за допомогою Спільної зовнішньої політики та політики безпеки з керівництва Європейської ради, або шляхом міжнародних економічних переговорів, виконаних Європейською комісією. Провідним дипломатом ЄС в обох сферах була Верховний представник Кетрін Ештон , наразі її місце зайняла Могерінні. Частина оборонного співробітництва відбувається в рамках Спільної політики безпеки та оборони.

Члени Європейського Союзу
Дипломатичні місії ЄС

Країни-члени Європейського союзу мають високий ступінь інтеграції, але зовнішня політика має міждержавний характер. Усі 28 країн-членів переважно самостійно контролюють свої міжнародні відносини. Однак Союз набуває все більшої політичної ваги як єдиний політичний блок, і існують спроби одноголосно виступати щодо різних політичних питаннях, особливо в галузі торгівлі та енергетики.

## Дипломатичні представництва

### Історія
Найвищий керівний орган Європейського об'єднання вугілля і сталі (ЄОВС), попередника Європейського Союзу, відкрив своє перше представництво в Лондоні 1955, через три роки неєвропейські країни почали акредитувати свої представництва в Брюсселі при цьому Об'єднанні. США з самого початку були гарячими прихильниками ЄОВС, і міністр закордонних справ США Дін Ачесон направив Жану Монне листа від імені президента Трумена, що підтверджував повне дипломатичне визнання ЄОВС з боку США. Незабаром після цього в ЄОВС був акредитований посол США, який очолив друге закордонне представництво для встановлення дипломатичних відносин з інститутами Співтовариства.

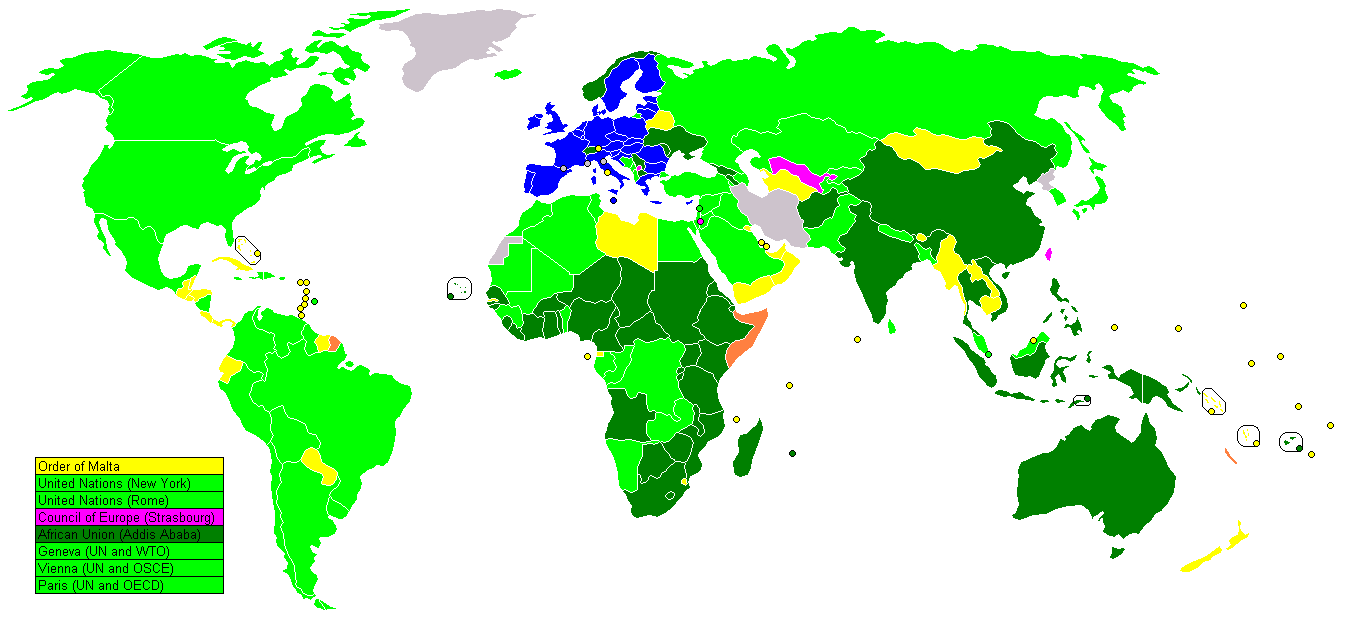
Карта дипломатичних представництв Європейського Союзу:
Члени Європейського Союзу
Країни з представництвами Європейського Союзу,які повністю прийняли Лісабонський договір
Країни з представництвами тільки Європейської комісії
Країни з акредитацією представництв-нерезидентів
Країни з тільки недипломатичними представництвами Європейського Союзу
Країни з тільки недипломатичними представництвами-нерезидентами
Країни, в яких немає представництв Європейського Союзу

Кількість делегацій почала зростати в 1960-их після злиття виконавчих органів трьох Європейських співтовариств (і об'єднань) в єдине Співтовариство. До останнього часу деякі держави проявили стриманість у визнанні повного статусу дипломатичного представництва делегацій ЄС. Стаття 20 Маастрихського договору вимагає, щоб делегації та дипломатичні представництва країн-членів «співпрацювали у забезпеченні того, щоб виконувалися всі загальні позиції та спільні дії, прийняті Радою».
У рамках процесу створення Європейської служби зовнішньополітичної діяльності, передбаченої Лісабонською угодою, 1 січня 2010 всі колишні делегації Європейської Комісії були перейменовані в делегації Європейського Союзу і до кінця місяця 54 делегації були перетворені в дипломатичні представництва, які мають більш високі повноваження, ніж звичайні делегації. Ці оновлені делегації взяли на себе функції, раніше здійснювані національним посольством Держави-Голови Ради Європейського союзу і об'єдналася з незалежними делегаціями Ради у всьому світі. Завдяки цьому делегації ЄС взяли на себе функцію координації національних посольств та представлення інтересів ЄС в цілому, а не тільки Європейської Комісії.

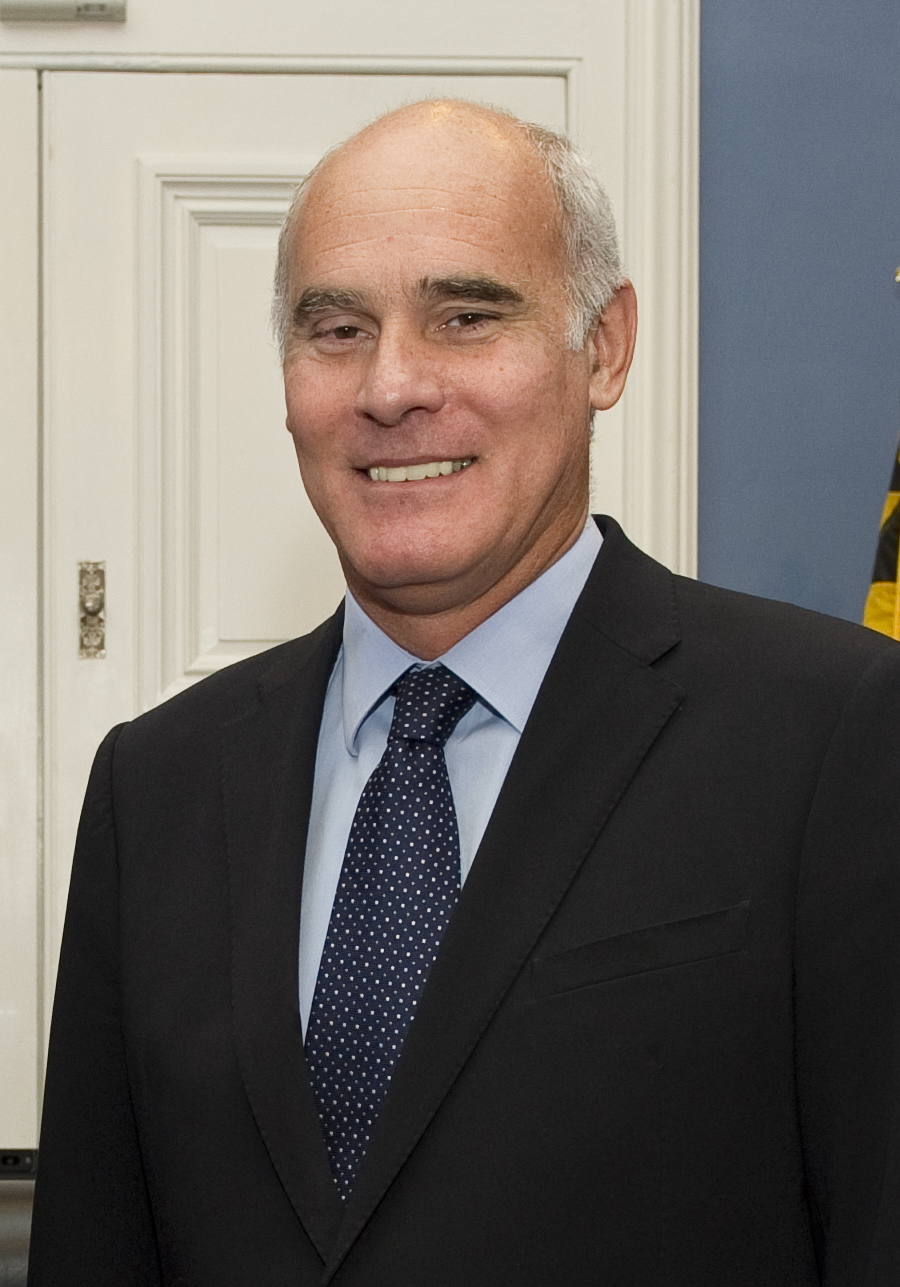
Жоао Вале де Альмейда, перший об'єднаний посол ЄС

Перша оновлена делегація розташувалася у Вашингтоні, округ Колумбія. Новим об'єднаним європейським послом став Жоао Вале де Альмейда, який підкреслив свої нові повноваження як представника голів Європейської Комісії, Європейської Ради та держав-членів ЄС. Він представлятиме ЄС з питань, щодо яких була досягнута єдина позиція, але в іншому, за двосторонніми питаннями, він не братиме на себе повноваження національних послів. Передбачалося, що всі делегації будуть перетворені до кінця 2010 року. Деякі держави можуть віддати перевагу для своєї роботи новим делегаціям ЄС та закрити деякі свої невеликі національні посольства, проте Франція заявила, що підтримуватиме власну мережу дипломатичних представництв у всьому світі.

### Розташування представництв
Зазвичай ЄС направляє своїх делегатів тільки в столиці держав, які не входять до Європейського Союзу, і в міста з багатосторонніми державними органами. Представництва ЄС працюють окремо від представництв держав-членів, однак у деяких випадках вони можуть використовувати загальні ресурси та кошти. У Абуджі вони використовують одну будівлю разом з деякими послами держав-членів ЄС. На додаток до делегацій третіх країн Європейська Комісія має своє представництво в кожній з держав-членів.
До створення Європейської служби зовнішньополітичної діяльності згідно з Лісабонським договором Рада Європейського Союзу мала окремі делегації в Організації Об'єднаних Націй в Нью-Йорку, в Африканському Союзі та в Афганістані, на додаток до місцевих делегацій Європейської Комісії. Протягом 2010 року вони були перетворені в єдині делегації Європейського Союзу.

### Представництва країн ЄС

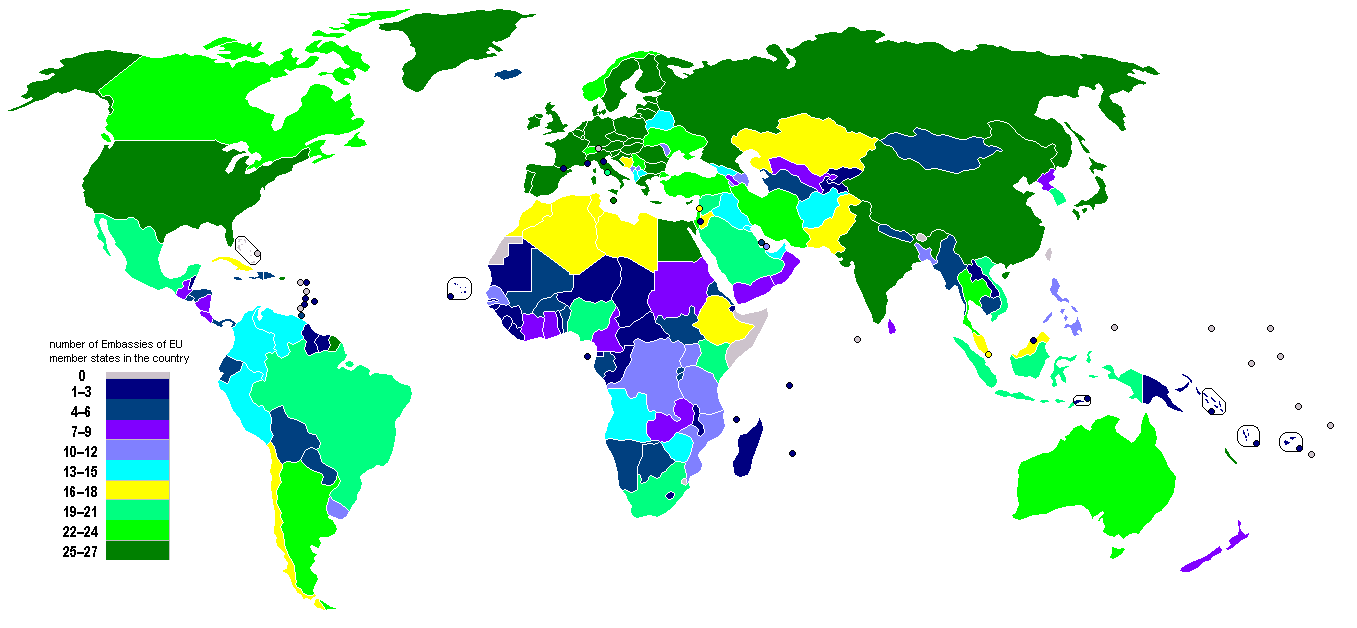
Карта країн, зафарбованих у відповідності з кількістю представництв країн ЄС

Країни-члени ЄС мають свої власні дипломатичні представництва, крім загальних делегацій ЄС. З іншого боку, на додаток до дипломатичних представництв третіх країн, Європейська Комісія має власні представництва в кожній з країн-членів ЄС. Там, де делегації ЄС не прийняли повні обов'язки щодо Лісабонської угоди, національне посольство держави-голови Ради Європейського союзу виконує функції представника спільної зовнішньої політики та політики безпеки, а делегації ЄС (раніше Комісії) представляють тільки Європейську Комісію.
Представництва країн ЄС мають певні зобов'язання щодо колег по ЄС. Консульства зобов'язані підтримувати громадян з інших держав ЄС за кордоном, якщо ті не мають своїх консульств в цій країні. Крім того, якщо одна країна ЄС робить запит про допомогу своїм громадянам у надзвичайних ситуаціях, то інша країна зобов'язана допомогти. Прикладом може бути евакуація, при якій представництва країн ЄС повинні допомагати громадянам країн ЄС.
Жодна країна ЄС не має своїх дипломатичних представництв у таких країнах: Багамські Острови, Бутан (але є офіс зв'язку Данії), Домініка, Гренада, Кірибаті, Ліберія (але є офіс ЄС), Ліхтенштейн, Мальдіви, Маршаллові Острови, Федеративні Штати Мікронезії, Науру, Сент-Кітс і Невіс, Палау, Самоа (але є офіс ЄС), Сомалі, Свазіленд (але є офіс ЄС), Тонга, Тувалу, Мальтійський орден, і частково визнаних країнах: Сахарська Арабська Демократична Республіка, Китайська Республіка (Тайвань, але є 17 недипломатичних офісів). Європейська Комісія також не має своїх делегацій та офісів в більшості із зазначених країн (за винятком прокоментованих в дужках).
Наступні країни мають тільки одне дипломатичне представництво країн ЄС: Антигуа і Барбуда (Велика Британія), Барбадос (Велика Британія, делегація ЄС), Беліз (Велика Британія, делегація ЄС), Центрально-Африканська Республіка (Франція, делегація ЄС), Комори (Франція), Джибуті (Франція, делегація ЄС), Гамбія (Велика Британія, делегація ЄС), Гаяна (Велика Британія, делегація ЄС), Лесото (Ірландія, делегація ЄС), Сент-Вінсент і Гренадини (Велика Британія), Сан-Марино (Італія), Сан-Томе і Принсіпі (Португалія), Соломонові Острови (Велика Британія), Східний Тимор (Португалія, делегація ЄС), Вануату (Франція, делегація ЄС). Європейська Комісія також не має своїх делегацій і офісів в більшості із зазначених країн (за винятком прокоментованих в дужках).

## Дипломатичні відносини

### Африка та Середній Схід
| Країна     | Початок офіційних відносин | Коментар |
| ---------- | -------------------------- | --- |
| Алжир      |                            | Алжир став незалежним від Франції 1962. Відносини регулюються угодою про асоціацію 2002 року, крім того Алжир є частиною Союзу для Середземномор'я. Експорт ЄС до Алжиру 2009 склав 14,6 мільярда €, а імпорт — 17,3 мільярда €. |
| Кабо-Верде |                            | У березні 2005 колишній президент Португалії Маріу Соареш запустив петицію, що закликала Європейський Союз почати переговори про вступ з Кабо-Верде, кажучи, що ця країна може виступати як міст між Африкою, Латинською Америкою та ЄС. КАбо-Верде прагне встановити більш тісні зв'язки з Європейським Союзом, тому тримає курс на асоціацію з ЄС, проте деякі атлантичні острови, що входять до складу цієї країни, вимагають від її уряду входження до ЄС під особливим статусом. |
| Єгипет     | 1966                       | Угода про асоціацію 2004 дозволила збільшити обсяг торгівлі між Єгиптом і ЄС удвічі. Експорт ЄС у Єгипті на даний час становить 14,8 мільярда €, а імпорт в ЄС з Єгипту — 7,2 мільярда €. Нині ЄС є основним торговим партнером для Єгипту, а також партнером у рамках Союзу для Середземномор'я. |
| Ірак       |                            | Відносини між Республікою Ірак та ЄС були дуже напруженими з початку 1990-х років, коли позиції європейських країн щодо приводу війни з цією країною розійшлися, проте тепер ці стосунки поступово прогресують. У разі вступу Туреччини до ЄС, Ірак межуватиме з Європейським Союзом. |
| Іран       |                            | ЄС є найбільшим торговим партнером Ірану, торгівля з яким становить третину всього іранського експорту. 90% з них, пов'язані з енергетикою, ставлять цю країну на шосте місце серед постачальників енергії до ЄС. У 2008 іранський експорт в ЄС склав11,3 млрд €, а імпорт з ЄС склав 14,1 млрд €. Експорт ЄС до Ірану переважно становлять автомобілі і транспорт (54,6%), промислові товари (16,9%) і хімічні речовини (12,1%). 2011 Іран займав 7 місце в експорті нафти до Європи, а звіт Євростату заявив, що 27 європейських країн імпортували 11,4 млрд євро товарів з Ірану протягом перших дев'яти місяців 2011 року. Існує значний потенціал для зростання, однак цьому перешкоджає ядерне питання. Угоду про торгівля та співробітництво була підписана 2002, але на даний час припинена з 2005 через суперечки. Відсутні двосторонні договори, оскільки Іран не є членом СОТ. |
| Ізраїль    |                            | Торгівля між ЄС та Ізраїлем здійснюється на основі Угоди про асоціацію. Європейський Союз є основним торговельним партнером Ізраїлю. У 2004 загальний обсяг двосторонньої торгівлі (без урахування алмазів) склала більше 15 мільярдів доларів. 33% ізраїльського експорту надійшло до ЄС і майже 40% імпорту — з ЄС. На основі Євро-середземноморської угоди про зону вільної торгівлі, ЄС та Ізраїль почали торгувати промисловими продуктами. Обидві сторони надали один одному значні торговельні пільги для деяких видів сільськогосподарської продукції, у вигляді зниження тарифів або їхньої ліквідації, або в межах квоти і для необмежених кількостей. Проте, вироби з ізраїльських поселень на окупованих Ізраїлем територіях, які не піддавалися угоді про вільну торгівлю, не вважаються ізраїльськими. У 2009 німецький суд запросив Європейський суд, щоб розв'язати це питання. Уряд Німеччини сформулював свою позицію, що не може бути жодного звільнення від мита на «товари з окупованих територій». Суд, погодившись з урядом Німеччини, постановив у лютому 2010 року, що врегулювання оподаткування товарів за митними правилам ЄС та Ізраїлю (на основі угоди про асоціацію) не надає право на пільги, і дозволив ЄС запровадити імпортні мита на розрахункові продукти. У грудні Рада Європейського союзу схвалила кілька висновків щодо ізраїльсько-палестинського конфлікту, який лежить в основі нинішньої політики ЄС. Він підтвердив мети двох держав, і підкреслив, що союз «не визнає ніяких змін в їхніх межах до 1967, зокрема щодо Єрусалиму, крім тих, узгоджених сторонами.» Вона нагадала, що ЄС «ніколи не визнавав анексію Східного Єрусалиму», і що держава Палестина має бути зі столицею в Єрусалимі. Через рік, у грудні 2010 Рада повторила ці регламенти і оголосила про свою готовність, у разі необхідності, визнати палестинську державу. Вісім з її 27 держав-членів ООН визнали державу Палестина. |
| Йорданія   |                            | Між Йорданією та Європейським союзом, складено кілька угод про тісну співпрацю. ЄС є також основним торговим партнером Йорданії. Відносини Йорданії з ЄС перебувають у межах плану дій та угоди про асоціацію в рамках Європейської політики сусідства. Йорданія також є членом Союзу ЄС у Середземному морі. Угода про асоціацію ЄС з Йорданією була підписана 24 листопада 1997. Вона набула чинності з 1 травня 2002, замінивши Угоду про співробітництво 1977. Угода мала поступово створити зону вільної торгівлі між ЄС та Йорданією більше, ніж через 12 років, відповідно до правил СОТ. У листопаді 2008 під час першої зустрічі між ЄС і Йорданією в Брюсселі, Йорданія направила прохання про «просунутий статус», за яким вона буде розглянута, як надпартнер ЄС. 26 жовтня 2008 Йорданія та Європейський союз домовилися про дотримання плану дій Європейської політики сусідства (ЄПС), за яким Йорданія входить в «просунутий статус» партнерства з наднаціональним інститутом. ЄС заявив, що це партнерство буде ґрунтуватися на всеосяжній меті зміцнення миру, стабільності та процвітання в сусідніх з ЄС країнах, спираючись на основні цінності Йорданії та ЄС, таких, як верховенство закону, належне управління і повага прав людини. |
| Ліван      |                            | Відносини між Ліваном та Європейським союзом мають істотні зв'язки через Європейську політику сусідства ЄС (ЄПД). ЄС є найбільшим торговим партнером Лівану. Ліван є одним з головних середземноморських одержувачів допомоги ЄС за допомогою різних інструментів, що є головним іноземними інвестиціями у Лівані. Починаючи з 2007 фінансова підтримка спрямовується через інструмент Європейської політики сусідства. Допомога, яка надавалася, була переорієнтована після Другої ліванської війни для того, щоб займатися реальною допомогою для уряду та суспільства в рамках реконструкції країни. Ліван також є членом Союзу ЄС у Середземному морі. |
| Лівія      |                            | До лівійської громадянської війни у 2011 році, між ЄС та Лівією велися переговори про угоду про співпрацю, яка нині заморожена. ЄС застосував санкції щодо лівійського конфлікту, надавав допомогу, одночасно кілька груп брали участь у військових діях. |
| Марокко    |                            | Марокко є сусіднім та асоційованим членом Європейського союзу. Відносини оформлені в Європейській політиці сусідства (ЄПС), Євро-середземноморського партнерства та Союзу для Середземномор'я. Серед країн-сусідів ЄС, Марокко була визнана державою високого статусу, цим самим відкриваючись до високого рівня політичної співпраці з Європою. Відносини між Марокко та Європейським союзом мають досить давню історію, незважаючи на те що Марокко, на відміну від Туреччини, де переважною релігією також є іслам, не має території на європейському континенті і розташоване виключно в Африці. Тому, а також з цілої низки інших причин, країні було відмовлено в наданні членства ЄС після подачі офіційної заявки 20 липня 1987 року. Але відтоді відносини між Марокко і ЄС розвивалися у сфері торговельно-економічного співробітництва. Марокко є одним з найбільших, після Туреччини, партнером ЄС, і отримує від останнього значні фінансові вливання (205 млн євро у 2009) |
| Палестина  |                            | Відносини між Європейським Союзом та Організацією визволення Палестини (ООП) були започатковані в 1975 як частина європейсько-арабського діалогу. ЄС є членом квартету посередників та найбільшим постачальником іноземної допомоги палестинцям. ЄС зберігає представництво в Рамаллі, а також зберігає загальну делегацію ООП в Брюсселі. У Західній Європі Іспанія була першою країною, якій був наданий дипломатичний статус представника ООП, а згодом він був наданий і Португалія, Австрії, Франції, Італії та Греції. ЄС наполягає на тому, що не визнає ніяких змін в межах Палестини та Ізраїлю 1967, крім тих, які узгоджені між цими сторонами. Врегулювання програми Ізраїлю призвело до деякої напруженості, оскільки ЄС вважає захоплені Ізраїлем поселення, зокрема Єрусалим, незаконними за міжнародним правом. У липні 2009 року представник ЄС із зовнішньої політики і безпеки Хав'єр Солана закликав Організацію Об'єднаних Націй визнати палестинську державу, навіть якщо мирова угода не була досягнута. 2011 палестинський уряд закликав ЄС визнати державу Палестина в резолюції ООН заплановану на 20 вересня. Країни-члени ЄС розділилися щодо цього питання. Деякі, зокрема Іспанія, Франція та Велика Британія, заявили, що вони могли б визнати її, а інші, зокрема Німеччина та Італія, відмовилися. Кетрін Ештон заявила, що позиція ЄС залежатиме від формулювання пропозиції. В кінці серпня міністр оборони Ізраїлю Ехуд Барак сказав Ештон, що Ізраїль прагне вплинути на формулювання питання: «Це дуже важливо, щоб всі гравці придумати текст, який буде підкреслювати швидке повернення до переговорів, не спробуючи нав'язати попередні умови з інших боків». |
| ПАР        |                            | Південна Африка має міцні культурні та історичні зв'язки з Європейським союзом (ЄС) (зокрема, за рахунок еміграції з Нідерландів, Великої Британії, Німеччини, Франції та Греції), що підтверджується й тим, що ЄС є найбільшим інвестором в Південній Африці. З кінця апартеїду в Південній Африці, євро-південноафриканські відносини процвітали, і вони почали «стратегічне партнерство» 2007. У 1999 обидві сторони підписали Угоду про співробітництво, торгівлю та розвиток, яка набрала чинності 2004, при цьому деякі положення застосовуються з 2000. Ця угода охоплювала широке коло питань, починаючи від політичної співпраці, розвитку та створення зони вільної торгівлі (ЗВТ). Південна Африка є найбільшим торговим партнером ЄС в Південній Африці та ЗВТ з ЄС. Південна Африка постачає до країн ЄС енергоресурси та гірнобудівничу продукцію (27%), машини та транспортне обладнання (18%), а також інші напівфабрикати (16%). Однак вони ростуть і стають все більш різноманітними. Європейський експорт до Південної Африки, переважно складається з автомобілів та транспортного обладнання (50%), хімікатів (15%) та іншої напівтехніки (10%). |
| Сирія      |                            | Сирія та Європейський Союз підписали дві угоди між собою. Однак через тріщини та провали сирійського уряду, ЄС вводить ембарго на Сирію. ЄС почав підтримувати опозицію, яка представлена Сирійською національною радою і закликав нинішній уряд піти у відставку. У березні 2012 дві держави-члени ЄС, а саме Італія та Нідерланди, закрили свої посольства в Дамаску. |
| Туніс      |                            | ЄС є найбільшим торговим партнером Тунісу, який був першою середземноморською країною, яка підписала угоду про асоціацію з ЄС і повністю виконувала її умови (дозволяючи зону вільної торгівлі). Він бере участь у роботі Союзу для Середземномор'я, у зв'язку з чим підписав угоду механізму врегулювання суперечок з ЄС. Експорт ЄС в Туніс 2009 становив 8,9 млрд €, а експорт Тунісу в ЄС — 7,9 мільярда €. |
| Ємен       |                            | Європейський союз та Ємен мали давні відносини, результатом чого став їхній перший офіційний договір 1997 року про співпрацю. Ці відносини продовжують рости досі. У грудні 2009 року ЄС створив повне дипломатичне представництво в Республіці Ємен. Багато держав-членів ЄС користуються сильними та історичними відносинами з Єменом, які починають свій відлік з 1930. Велика Британія, Франція, Німеччина і Нідерланди є одними з головних партнерів Ємену. Вісім держав-членів представлено у Сані, серед яких: Болгарія, Франція, Німеччина, Італія, Нідерланди, Іспанія та Велика Британія. |

### Північна та Південна Америки
| Країна                     | Початок офіційних відносин | Коментар |
| -------------------------- | -------------------------- | --- |
| Аргентина                  |                            | Аргентина має сильні культурні та історичні зв'язки з Європейським союзом (ЄС) (зокрема, за рахунок еміграції з Іспанії та Італії), одночасно ЄС є найбільшим інвестором в Аргентині. |
| Бразилія                   |                            | Бразилія і Європейський Союз встановили дипломатичні відносини в 1960. Європейський Союз та Бразилія мають тісні історичні, культурні, економічні та політичні зв'язки. На 1-му євро-бразильському саміту, в 2007, Бразилія вступила в стратегічне партнерство з Європейським Союзом, що сприяло зміцненню їхніх зв'язків, і отримало дуже високу оцінку Європи. |
| Канада                     |                            | Відносини Канади з Європою є результатом історичних зв'язків породжених колоніалізмом та європейською еміграцією до Канади. Канаду спочатку заселили французи, а після 1763 року вона була офіційно приєднана до Британської імперії після Семирічної війни. Сполучене Королівство має надзвичайно тісні відносини з Канадою, у зв'язку з його британським колоніальним минулим і участю в Співдружності націй. Велика Британія є членом ЄС. Історично пріоритет віддається відносинам з континентальною Європою. Тим не менш, Канада має зв'язки з європейськими країнами від західного альянсу під час Другої світової війни, Організації Об'єднаних Націй та НАТО до створення Європейського економічного співтовариства. 1976 Європейське економічне співтовариство (ЄЕС) і Канада підписали рамкову угоду про економічне співробітництво, і в Оттаві відкрилося представництво Європейської комісії в Канаді. У 1990 європейські та канадські лідери прийняли Декларацію про трансатлантичні відносини, розширення сфери своїх контактів та встановлення регулярних зустрічей на вищому рівні і рівні міністрів. |
| Карибський регіон          |                            | Незалежні країни Карибського регіону (а саме країни Карибського співтовариства) підтримують відносини з Європейським Союзом у складі групи КАРІФОРУМ в рамках Ломейської конвенції та Котонської угоди. КАРІФОРУМ є однією з трьох груп країн Африки, Карибського басейну і Тихоокеанського регіону (АКТ). КАРІФОРУМ залишається єдиним регіоном АКТ, який підписав з ЄС угоду про економічне партнерство. Відповідно до цієї угоди ЄС проводить активні спільні парламентські асамблеї АКТ-ЄС. |
| Куба                       |                            | Відносини ЄС з Кубою регулюються Загальною позицією, затвердженою Європейською Радою міністрів 1996, що оновлюється кожні шість місяців після регулярних оцінок. Відповідно до Загальної позиції «мета Європейського Союзу у відносинах з Кубою є стимулюванням процесу переходу до плюралістичної демократії та поваги до прав людини і основних свобод, а також стійке відновлення та поліпшення рівня життя кубинського народу». Куба відкидає Загальну позицію як втручання в його внутрішні справи. Існують представництва ЄС в Гавані, яка працює під керівництвом представництва Європейської Комісії в Санто-Домінго, Домініканській Республіці. |
| Латиноамериканський регіон |                            | Європейський Союз розвиває відносини з іншими регіональними організаціями, такими як Андське співтовариство та МЕРКОСУР, і планує укласти угоди про асоціацію з цими блоками для збільшення торгівлі, спільних наукових досліджень, розвитку демократії та прав людини. Чилі та Мексика вже підписали угоди про асоціацію з ЄС. ЄС надав фінансовий пакет у 2,6 млрд євро для Латинської Америки, який також включав 840 млн євро для країн Центральної Америки. Основним форумом для розвитку відносин ЄС з країнами Латинської Америки є саміт ЄС — Латино-Карибська Америка (ЄС — ЛАК), на який глави держав та урядів збираються кожні два роки, починаючи з 1999. |
| Гренландія                 |                            | Гренландія спочатку приєдналася до Європейського Співтовариства разом з Данією 1973, але змінила свій статус 1985, щоб стати Європейською заморською територією після суперечки про права рибальства та референдуму. Оскільки вона залишається однією із спеціальних територій країн-членів ЄС, Євросоюз має деякий вплив на Гренландію, переважно вигоду від торгівлі товарами гренландського походження. Гренландські громадяни мають громадянство Європейського союзу. Нації ОКТ[які?] можуть мати грант на вибори до Європейського Парламенту на умовах, що визначаються оголошеними країнами-членами відповідно до Загальних Законів. |
| Мексика                    |                            | Мексика підписала угоду про вільну торгівлю з Європейським Союзом (ЄС) з 2000 року і досі отримує вигоду від високих інвестицій ЄС в економіку країни. |
| США                        |                            | Європейський Союз та Сполучені Штати започаткували свої дипломатичні відносини 1953. «Відносини між ЄС і США є дуже значною складовою світових міжнародних відносин, оскільки ці держави є найбільшими економічними та військовими державами світу (навіть якщо у ЄС немає спільної оборонної політики), вони домінують у світовій торгівлі, вони відіграють провідну роль у міжнародних політичних відносинах, і те, що говорять, має велике значення не тільки для іншого, а й для більшої частини решти світу. І все ж, вони регулярно погоджувалися один з одним з широкого кола конкретних питань, а також з часто абсолютно різних політичних, економічних та соціальних програм» —— кажуть у посольстві ЄС. І Сполучені Штати, і Європейський Союз за станом на 2005 підтримують ембарго на постачання зброї Китаю (КНР), введене 1989 після подій на площі Тяньаньмень. США і деякі країни-члени ЄС продовжують підтримувати заборону, однак інші, очолювані Францією, спробували переконати ЄС зняти заборону, стверджуючи, що можуть бути застосовані більш ефективні заходи, але, одночасно, можна поліпшити торговельні відносини між Китаєм. США рішуче виступає проти цього, проте нині помітно, що суворість заборони дещо спала. |

### Азійсько-тихоокеанський регіон
| Країна             | Початок офіційних відносин | Коментар |
| ------------------ | -------------------------- | --- |
| Австралія          |                            | Австралія та Європейський Союз мають міцні історичні та культурні зв'язки. Євро-австралійські відносини засновані на партнерстві «Framework», до якого Австралія долучилась 2008. Вона охоплює економічні відносини і більш широкі політичні питання та співробітництво. ЄС є другим за величиною торговим партнером Австралії, після Китаю, Австралія посідає 17-е місце серед партнерів ЄС. В експорті Австралії переважають мінеральні та сільськогосподарські товари. 37% торгівлі припадає на комерційні послуги, особливо транспорт та подорожі. Корпорації ЄС мають сильну присутність в Австралії (близько 2360) за оцінками, оборот у розмірі 200 млрд € (трохи більше 14% від загального обсягу продажів в Австралії). Ці компанії створюють 500 000 робочих місць в Австралії. ЄС є другим за розміром надавачем зарубіжних інвестицій і одночасно найбільшим джерелом іноземних інвестицій. Торгівля між цими партнерами росла, проте у 2009 році у зв'язку зі світовою фінансовою кризою пішла на спад. |
| КНР                |                            | ЄС є найбільшим торговим партнером Китаю, а Китай — другим за розміром торговим партнером ЄС. Велика частина торгівлі припадає на промисловість та непродовольчі товари. Тільки в 2009–2010 роках експорт ЄС до Китаю збільшився на 38%, а китайський експорт в ЄС збільшився на 31%. Однак існують деякі розбіжності, наприклад з прав людини та ембарго ЄС на озброєння з Китаю. |
| Індія              |                            | Індія була однією з перших країн, які почали розвивати відносини з Європейським Союзом, і нині ЄС є найбільшим торговим партнером Індії, на який припадає 20% індійської торгівлі. На Індію припадає 1,8% торгівлі ЄС, і 0,3% європейських прямих іноземних інвестицій. ЄС найбільший інвестор Індії. У 2005 обсяг торгівлі між ЄС та Індією зріс на 20,3%. |
| Індонезія          |                            | Співпраця між Індонезією та Європейським союзом почалася з 1970-х років. Більшість їхньої співпраці здійснюється за рахунок членства Індонезії в Асоціації держав Південно-Східної Азії (АСЕАН). |
| Японія             |                            | ЄС та Японія поділяють цінності демократії, прав людини та ринкової економіки. Обидві держави є глобальними гравцями і співпрацювали в міжнародних організаціях. Вони також співпрацюють один одного в регіонах: Японія вносить свій внесок у реконструкцію Західних Балкан та ЄС підтримує міжнародні зусилля з підтримання миру в Кореї та решти Азії. Відносини ЄС та Японії закріплені у двох документах: Спільна декларація 1991 і План дій з співпраці ЄС-Японія 2001 року. Є також кілька спілок між ними, зокрема щорічний саміт лідерів та міжпарламентських діячів. Обидві сторони погодилися працювати в напрямку глибокої та всеосяжної угоди про вільну торгівлю. Обидві сторони підписали чотири угоди: - ЄС-Японія, взаємне визнання угоди (набрав чинності 1 січня 2002) - Угода про співробітництво по боротьбі зі змагальною діяльністю (ухвалили 16 червня 2003) - Угода між ЄС та Японією про співробітництво в рамках науки та техніки (підписаний 30 листопада 2009) - Угода про співробітництво та взаємну адміністративну допомогу (набрав чинності 1 лютого 2008) Японія є 6-м найбільшим експортером ринку ЄС (3,2% в 2010 на суму 44 млрд €). Експорт ЄС переважно складається з автомобілів і транспортного обладнання (31,3%), продукції хімічної (14,1%) та сільськогосподарської промисловості (11,0%). Незважаючи на глобальне зростання експорту ЄС, з 2006 експорт ЄС до Японії незначно знижується. У 2009 у зв'язку з глобальною фінансовою кризою, експорт знизився на 14,7%, проте в 2010 знову зріс на 21,3%. Японія 6-е за розміром джерело імпорту в ЄС (4,3% в 2010 році на суму 65 млрд €). Японський експорт до Європи становить переважно машини та транспортне обладнання (66,7%). ЄС є 3-ім за розміром торговим партнером Японії (11,1% імпорту, 13,3% експорту). Торгівля комерційними послугами склала 17,2 млрд € від ЄС до Японії і 12,7 млрд € з Японії в ЄС. Торговельні відносини характеризується сильним позитивним сальдо торгового балансу в Японії, який хоча і сповільнився, що було видно в 2000-х роках. Ведення бізнесу та інвестування в Японії може бути важким для європейських країн і навіть були деякі торговельні суперечки між двома сторонами. Однак спад в японській економіці спричинив більшу відкритість для бізнесу та інвестицій ЄС. |
| Північна Корея     |                            | Відносини між Європейським Союзом та Північною Кореєю є двосторонніми. На початку 2000-х років ЄС був залучений в переговори щодо закриття ядерної програми Північної Кореї. |
| Південна Корея     |                            | Республіка Корея (Південна Корея) та Європейський Союз (ЄС) є важливими торговими партнерами: Корея є 9-м найбільшим ЄС торговим партнером і ЄС є другим за розміром експортним ринком Кореї. Обидві підписали угоду про вільну торгівлю, яка мала застосовуватися на тимчасовій основі до кінця 2011 року. Першою договором між ЄС та Південною Кореєю була рамкова угода про співробітництво та взаємну адміністративну допомогу в митних справах (підписано 13 травня 1997). Ця угода дозволяє здійснювати обмін між двома сторонами на засадах конкуренції. Другою домовленістю була угода з торгівлі та співробітництва (набула чинності 1 квітня 2001). Вона намагалася збільшити співпрацю у ряді галузей, в тому числі транспорту, енергетики, науки і техніки, промисловості, довкілля і культури. У 2010 ЄС та Корея підписали нову рамкову угоду та угоду про вільну торгівлю, яка є першою ЗВТ ЄС з азійською країною і видаляє практично всі тарифи та багато нетарифних бар'єрів. Виходячи з цього, ЄС та Корея вирішили в жовтні 2010 року модернізувати свої відносини до стратегічного партнерства. Ці угоди були тимчасовими, до кінця 2011 року. Саміти ЄС та Кореї відбулись 2002 (Копенгаген), 2004 (Ханой) і 2006 (Гельсінкі). У 2009 відбулися перші двосторонні зустрічі в Сеулі. Делегації Європейського парламенту відвідують Корею двічі на рік для обговорення зі своїми корейськими колегами важливих питань. Зустрічі на рівні міністрів закордонних справ проводяться не рідше одного разу на рік у кулуарах АСЕАН, однак зустрічей між корейським міністром закордонних справ та представником ЄС відбувалися частіше, наприклад, при зустрічах G20. Спеціальні наради між чиновниками відбуваються майже щомісяця. |
| Непал              |                            | Роль Європейського Союзу полягає в тому, щоб пояснити та реалізувати політику ЄС, аналізувати та інформувати про політичну, соціальну та економічну ситуацію в Непалі. |
| Пакистан           |                            | На частку ЄС припадає 20% пакистанського експорту, який досягає 3,4 млрд € (переважно текстильні та шкіряні вироби), а експорт ЄС до Пакистану становить 3,8 млрд € (переважно механічне та електричне обладнання, хімічна та фармацевтична продукція). |
| Філіппіни          |                            | Європейський Союз та Філіппіни мають значні дипломатичні, економічні, культурні та політичні зв'язки. ЄС надав Філіппінам 3 млн € для боротьби з бідністю і 6 млн € для боротьби з терористичними групами на півдні Філіппін. ЄС також є третім найбільшим торговельним партнером Філіппін. Приблизно 31961 європейців (як не рахувати іспанців) проживають на Філіппінах. |
| АСЕАН(організація) |                            | Щорічно проводиться форум ЄС з «АСЕАН Плюс Три» (Китай, Японія і Республіка Корея). Проте останнім часом відносини ЄС з АСЕАН залишалися досить натягнутими через приєднання до цієї групи М'янми, яка піддається тиску з боку ЄС за порушення прав людини з боку військового режиму. ЄС пригрозив бойкотувати зустріч ЄС-АСЕАН під час головування М'янми в АСЕАН, в підсумку М'янма відмовилася від головування. Станом на квітень 2007 року Європейська Комісія займалася підписанням угоди про вільну торгівлю з АСЕАН. |

### Європа та Середня Азія
| Країна               | Початок офіційних відносин | Коментар |
| -------------------- | -------------------------- | --- |
| Албанія              |                            | Подала заявку на вступ до ЄС. |
| Андорра              |                            | Андорра співпрацює з ЄС, і використовує євро як грошову одиницю, проте не прагне членства. |
| Вірменія             | 1991                       | Угода про партнерство та співробітництво (підписана 1996, набула чинності 1999) є правовою основою для відносин між ЄС та Вірменією. Починаючи з 2004, Вірменія та інші країни Південного Кавказу були частиною європейської політики добросусідства, відбувалося заохочення тісніших зв'язків між Вірменією та ЄС. План дій ЄПС для Вірменії був опублікований 2 березня 2005, «особливо відзначивши ті сфери, в яких двостороннє співробітництво може бути реальними і повноцінно посиленим». План включає «спільно визначені пріоритети в окремих галузях протягом наступних п'яти років». У листопаді 2005 офіційні консультації щодо Плану дій були відкриті в Єревані і з 2008 вони відбуваються на постійній основі. |
| Азербайджан          | 1991                       | Азербайджан та Європейський Союз підтримують позитивні стосунки протягом багатьох років і стали дуже тісно пов'язані один з одним. Азербайджан нині бере участь у Європейській політіці сусідства і Рада Європи є великим постачальником допомоги та інвестицій в інфраструктуру з боку Європейського Союзу. |
| Білорусь             | 1991                       | Білорусь знаходиться в натягнутих відносинах з ЄС, оскільки її називають єдиною державою з диктатурою, що залишилася на кордонах ЄС. |
| Боснія і Герцеговина |                            | Боснія і Герцеговина є потенційним кандидатом на вступ до ЄС, що виконав угоду про асоціацію. Одна з небагатьох країн у західній частині Балкан, яка досі не подала офіційної заяви на вступ до ЄС, оскільки відчуває проблеми з інтеграцією своїх регіонів. Досі перебуває під частковим контролем міжнародного співтовариства на чолі з призначеним ЄС Верховним представником з Боснії і Герцеговини. |
| Хорватія             |                            | Хорватія член ЄС з 1 липня 2013. |
| Фарерські острови    |                            | Фарерські острови, самоврядна держава у складі Королівства Данії, не член ЄС. Відносини Фарерських островів з ЄС регулюються угодою про рибальство (1977) та угодою про вільну торгівлю (1991, редакція 1998). Основною причиною невступу цієї країни до європейської спільноти є розбіжності з приводу Загальної рибальської політики. |
| Грузія               | 1991                       | Грузія та Європейський союз тривалий час підтримують інтенсивні дружні відносини, засновані на ясно вираженому бажанні Грузії стати членом Європейського союзу. Чіткого плану з прийому цієї країни до ЄС не існує. Грузія є членом Ради Європи і бере участь в таких програмах ЄС, як Європейська політика сусідства (ЄПС) і TRACECA (транспортний коридор Європа-Кавказ-Азія). |
| Ісландія             |                            | Ісландія входить до Європейської економічної зони та Шенгенської зони. Незважаючи на те, що раніше Ісландія була проти вступу до ЄС, недавно вона подала заяву у зв'язку з колапсом своєї економіки. |
| Казахстан            |                            | Відносини між Європейським Союзом та Казахстаном є міжнародними в рамках спільної зовнішньої політики та торгових відносин Європейського Союзу. |
| Ліхтенштейн          |                            | Ліхтенштейн входить до Європейської економічної зони та Шенгенської зони. |
| Північна Македонія   |                            | Північна Македонія є кандидатом на вступ до Європейського Союзу з 2005. Вона подала заявку на членство 2004, через тринадцять років після здобуття незалежності від колишньої Югославії. Станом на 2013 рік вона є одним з п'яти країн-кандидатів разом з Ісландією, Чорногорією, Сербією та Туреччиною. Серед наявних перешкод до повноправного членства є тривала суперечка з Грецією з приводу назви країни, яка також є причиною офіційного звертання до Міжнародного суду щодо найменуванням «Колишня Югославська Республіка Македонія», а не «Республіка Македонія». Ще однією проблемою є те, що існують напружені відносини між Македонією та Болгарією. Вступ до ЄС був визначений як найвищий стратегічний пріоритет для уряду країни. Очікуване приєднання описується як «середньострокова і довгострокова перспектива». |